# Turn- und Sportverein Bayer 04 Leverkusen 1998-1999
Questa voce raccoglie le informazioni riguardanti il Bayer 04 Leverkusen Fußball nelle competizioni ufficiali della stagione 1998-1999.

## Stagione
Nella stagione 1998-1999 il Bayer Leverkusen, allenato da Christoph Daum, concluse il campionato di Bundesliga al 2º posto. In Coppa di Germania il Bayer Leverkusen fu eliminato al secondo turno dall'Hertha Berlino. In Coppa di Lega il Bayer Leverkusen fu eliminato in semifinale dal Bayern Monaco. In Coppa UEFA il Bayer Leverkusen fu eliminato al secondo turno dal Rangers.

## Rosa
| N. |                        | Ruolo | Calciatore       |
| -- | ---------------------- | ----- | ---------------- |
| 1  | Germania (bandiera)    | P     | Rüdiger Vollborn |
| 2  | Croazia (bandiera)     | D     | Robert Kovač     |
| 3  | Germania (bandiera)    | D     | Markus Happe     |
| 4  | Germania (bandiera)    | C     | Jörg Reeb        |
| 5  | Germania (bandiera)    | D     | Jens Nowotny     |
| 6  | Croazia (bandiera)     | D     | Boris Živković   |
| 7  | Croazia (bandiera)     | C     | Niko Kovač       |
| 8  | Brasile (bandiera)     | C     | Zé Roberto       |
| 9  | Germania (bandiera)    | A     | Ulf Kirsten      |
| 10 | Brasile (bandiera)     | C     | Emerson          |
| 11 | Paesi Bassi (bandiera) | A     | Erik Meijer      |
| 12 | Polonia (bandiera)     | C     | Adam Ledwoń      |
| 14 | Iran (bandiera)        | C     | Mehdi Pashazadeh |

| N. |                        | Ruolo | Calciatore           |
| -- | ---------------------- | ----- | -------------------- |
| 15 | Germania (bandiera)    | A     | Paulo Rink           |
| 17 | Germania (bandiera)    | C     | Hans-Peter Lehnhoff  |
| 18 | Stati Uniti (bandiera) | C     | Frankie Hejduk       |
| 19 | Danimarca (bandiera)   | D     | Jan Heintze          |
| 21 | Croazia (bandiera)     | C     | Zoran Mamić          |
| 22 | Germania (bandiera)    | C     | Stefan Beinlich      |
| 23 | Germania (bandiera)    | P     | Dirk Heinen          |
| 25 | Germania (bandiera)    | C     | Andreas Voss         |
| 27 | Germania (bandiera)    | A     | Thomas Reichenberger |
| 28 | Germania (bandiera)    | C     | Carsten Ramelow      |
| 30 | Polonia (bandiera)     | P     | Adam Matysek         |
| 20 | Sudafrica (bandiera)   | D     | Aaron Mokoena        |

## Organigramma societario
Area tecnica
- Allenatore: Christoph Daum
- Allenatore in seconda: Peter Hermann, Roland Koch
- Preparatore dei portieri: Werner Friese
- Preparatori atletici:

## Calciomercato

### Sessione estiva
| Acquisti | Acquisti         | Acquisti          | Acquisti |
| R.       | Nome             | da                | Modalità |
| -------- | ---------------- | ----------------- | -------- |
| C        | Frankie Hejduk   | Tampa Bay Mutiny  |          |
| C        | Zoran Mamić      | Bochum            |          |
| D        | Aaron Mokoena    | Jomo Cosmos       |          |
| C        | Mehdi Pashazadeh | Esteghlal         |          |
| C        | Jörg Reeb        | Arminia Bielefeld |          |
| C        | Zé Roberto       | Flamengo          |          |

| Cessioni | Cessioni           | Cessioni            | Cessioni |
| R.       | Nome               | a                   | Modalità |
| -------- | ------------------ | ------------------- | -------- |
| C        | Dirk Lottner       | Colonia             |          |
| D        | Daniel Addo        | Fortuna Düsseldorf  |          |
| C        | Manuel Cardoni     | Jeunesse Esch       |          |
| A        | Markus Feldhoff    | Borussia M'gladbach |          |
| C        | Martin Frýdek      | Duisburg            |          |
| A        | Sebastian Helbig   | Rot-Weiß Erfurt     |          |
| C        | Thorsten Nehrbauer | Fortuna Düsseldorf  |          |
| P        | Jörg Schmadtke     | Borussia M'gladbach |          |
| C        | Bent Skammelsrud   | Rosenborg           |          |
| D        | Christian Wörns    | Paris Saint-Germain |          |
| C        | Markus Zuraski     | Verl                |          |

### Sessione invernale
| Acquisti | Acquisti | Acquisti | Acquisti |
| R.       | Nome     | da       | Modalità |
| -------- | -------- | -------- | -------- |

| Cessioni | Cessioni | Cessioni | Cessioni |
| R.       | Nome     | a        | Modalità |
| -------- | -------- | -------- | -------- |

## Risultati

### Bundesliga

#### Girone di andata
| Arbitro: | Albrecht |

|                            |           |           |
| Beinlich 23’, 46’ Reeb 73’ | Marcatori | 42’ Pamić |

| Arbitro: | Koop |

|              |           |              |
| Iashvili 71’ | Marcatori | 75’ Beinlich |

| Arbitro: | Steinborn |

|            |           |                |
| Meijer 85’ | Marcatori | 60’, 87’ Groth |

| Arbitro: | Buchhart |

|                                |           |                             |
| Roembiak 53’ (rig.) Frings 59’ | Marcatori | 43’ (rig.) Kirsten 90’ Rink |

| Arbitro: | Jansen |

|                                             |           |            |
| Kovač 34’ Feiersinger 48’ (aut.) Meijer 56’ | Marcatori | 75’ Möller |

| Arbitro: | Fandel |

|  |           |             |
|  | Marcatori | 52’ Kirsten |

| Arbitro: | Krug |

|                        |           |                           |
| Zé Roberto 8’ Rink 65’ | Marcatori | 31’ Marschall 41’ Hristov |

| Arbitro: | Stark |

|                    |           |                                         |
| Yang 24’ Schur 28’ | Marcatori | 54’ Kirsten 75’ Kovač 85’ Reichenberger |

| Arbitro: | Fröhlich |

|                   |           |            |
| Kirsten 7’ (rig.) | Marcatori | 87’ Hobsch |

| Arbitro: | Heynemann |

|                           |           |                                                                                          |
| Polster 47’ Chiquinho 68’ | Marcatori | 10’, 15’, 39’ (rig.) Kirsten 34’ Zé Roberto 52’ Nowotny 59’, 60’ Reichenberger 64’ Kovač |

| Leverkusen 8 novembre 1998, ore 18:00 CET 11ª giornata | Bayer Leverkusen | 0 – 0 referto | Stoccarda | BayArena (22 200 spett.)\| Arbitro: \| Berg \| |
| Arbitro:                                               | Berg             |               |           |                                                |

| Arbitro: | Koop |

|  |           |            |
|  | Marcatori | 73’ Meijer |

| Arbitro: | Strampe |

|                                   |           |  |
| Meijer 5’ Emerson 15’ Ramelow 21’ | Marcatori |  |

| Arbitro: | Fandel |

|          |           |                                                          |
| Reis 64’ | Marcatori | 15’ Beinlich 43’ Živković 61’ Rink 71’ Heintze 78’ Kovač |

| Arbitro: | Buchhart |

|                     |           |  |
| Rink 1’ Emerson 60’ | Marcatori |  |

| Arbitro: | Stark |

|                                 |           |  |
| Kirsten 21’, 26’ Zé Roberto 57’ | Marcatori |  |

| Arbitro: | Berg |

|                      |           |  |
| Tarnat 20’ Élber 30’ | Marcatori |  |

#### Girone di ritorno
| Arbitro: | Weber |

|              |           |              |
| Neuville 72’ | Marcatori | 29’ Živković |

| Arbitro: | Heynemann |

|          |           |                      |
| Rink 84’ | Marcatori | 21’ (rig.) Weißhaupt |

| Amburgo 27 febbraio 1999, ore 15:30 CET 20ª giornata | Amburgo  | 0 – 0 referto | Bayer Leverkusen | Volksparkstadion (22 000 spett.)\| Arbitro: \| Albrecht \| |
| Arbitro:                                             | Albrecht |               |                  |                                                            |

| Arbitro: | Zerr |

|                          |           |  |
| Kirsten 75’ Beinlich 90’ | Marcatori |  |

| Arbitro: | Strampe |

|              |           |  |
| Herrlich 13’ | Marcatori |  |

| Arbitro: | Wagner |

|              |           |            |
| Beinlich 36’ | Marcatori | 56’ Mulder |

| Arbitro: | Jansen |

|  |           |             |
|  | Marcatori | 42’ Kirsten |

| Arbitro: | Wack |

|                  |           |             |
| Kirsten 25’, 29’ | Marcatori | 64’ Zampach |

| Arbitro: | Steinborn |

|  |           |                            |
|  | Marcatori | 46’ Emerson 62’ Zé Roberto |

| Arbitro: | Krug |

|                                   |           |                |
| Kirsten 14’, 54’, 67’ Ramelow 78’ | Marcatori | 66’ Pettersson |

| Arbitro: | Berg |

|  |           |             |
|  | Marcatori | 36’ Kirsten |

| Arbitro: | Strampe |

|                        |           |                               |
| Ramelow 8’ Emerson 46’ | Marcatori | 25’ (aut.) Nowotny 52’ Herzog |

| Arbitro: | Jansen |

|                     |           |                        |
| Ćirić 24’ Weigl 74’ | Marcatori | 3’ Ramelow 84’ Emerson |

| Arbitro: | Kemmling |

|                        |           |  |
| Kirsten 21’ Hejduk 63’ | Marcatori |  |

| Duisburg 15 maggio 1999, ore 15:30 CEST 32ª giornata | Duisburg | 0 – 0 referto | Bayer Leverkusen | Wedaustadion (16 043 spett.)\| Arbitro: \| Albrecht \| |
| Arbitro:                                             | Albrecht |               |                  |                                                        |

| Arbitro: | Buchhart |

|               |           |  |
| Juskowiak 78’ | Marcatori |  |

| Arbitro: | Steinborn |

|             |           |                       |
| Kirsten 78’ | Marcatori | 11’ Basler 61’ Scholl |

### Coppa di Germania
| Arbitro: | Weiner |

|  |           |                                                              |
|  | Marcatori | 66’, 71’ (rig.) Kirsten 79’ Beinlich 81’ Lehnhoff 83’ Meijer |

| Arbitro: | Strampe |

|                                     |                      |                                   |
| Rink 25’                            | Marcatori            | 24’ Preetz                        |
| Kirsten Heintze Mamić Rink Beinlich | Tiri di rigore 3 – 4 | Rekdal Thom Veit Tretschok Preetz |

### Coppa di Lega
| Arbitro: | Merk |

|                                   |           |  |
| Beinlich 13’ Kirsten 46’ Rink 64’ | Marcatori |  |

| Arbitro: | Heynemann |

|  |           |            |
|  | Marcatori | 30’ Basler |

### Coppa UEFA
| Arbitro: | Piller |

|           |           |             |
| Walem 80’ | Marcatori | 12’ Kirsten |

| Arbitro: | Ibáñez |

|              |           |  |
| Beinlich 77’ | Marcatori |  |

| Arbitro: | Larsen |

|                   |           |                                   |
| Reichenberger 89’ | Marcatori | 45’ van Bronckhorst 64’ Johansson |

| Arbitro: | Batista |

|               |           |             |
| Johansson 57’ | Marcatori | 79’ Kirsten |

## Statistiche

### Statistiche di squadra
| Competizione      | Punti | In casa | In casa | In casa | In casa | In casa | In casa | In trasferta | In trasferta | In trasferta | In trasferta | In trasferta | In trasferta | Totale | Totale | Totale | Totale | Totale | Totale | DR  |
| Competizione      | Punti | G       | V       | N       | P       | Gf      | Gs      | G            | V            | N            | P            | Gf           | Gs           | G      | V      | N      | P      | Gf     | Gs     | DR  |
| ----------------- | ----- | ------- | ------- | ------- | ------- | ------- | ------- | ------------ | ------------ | ------------ | ------------ | ------------ | ------------ | ------ | ------ | ------ | ------ | ------ | ------ | --- |
| Bundesliga        | 63    | 17      | 9       | 6       | 2       | 33      | 15      | 17           | 8            | 6            | 3            | 28           | 15           | 34     | 17     | 12     | 5      | 61     | 30     | +31 |
| Coppa di Germania | -     | 1       | 0       | 1       | 0       | 1       | 1       | 1            | 1            | 0            | 0            | 5            | 0            | 2      | 1      | 1      | 0      | 6      | 1      | +5  |
| Coppa di Lega     | -     | 2       | 1       | 0       | 1       | 3       | 1       | 0            | 0            | 0            | 0            | 0            | 0            | 2      | 1      | 0      | 1      | 3      | 1      | +2  |
| Coppa UEFA        | -     | 2       | 1       | 0       | 1       | 2       | 2       | 2            | 0            | 2            | 0            | 2            | 2            | 4      | 1      | 2      | 1      | 4      | 4      | 0   |
| Totale            | 63    | 22      | 11      | 7       | 4       | 39      | 19      | 20           | 9            | 8            | 3            | 35           | 17           | 42     | 20     | 15     | 7      | 74     | 36     | +38 |

### Andamento in campionato
| Giornata  | 1 | 2 | 3  | 4 | 5 | 6 | 7 | 8 | 9 | 10 | 11 | 12 | 13 | 14 | 15 | 16 | 17 | 18 | 19 | 20 | 21 | 22 | 23 | 24 | 25 | 26 | 27 | 28 | 29 | 30 | 31 | 32 | 33 | 34 |
| --------- | - | - | -- | - | - | - | - | - | - | -- | -- | -- | -- | -- | -- | -- | -- | -- | -- | -- | -- | -- | -- | -- | -- | -- | -- | -- | -- | -- | -- | -- | -- | -- |
| Luogo     | C | T | C  | T | C | T | C | T | C | T  | C  | T  | C  | T  | C  | C  | T  | T  | C  | T  | C  | T  | C  | T  | C  | T  | C  | T  | C  | T  | C  | T  | T  | C  |
| Risultato | V | N | P  | N | V | V | N | V | N | V  | N  | V  | V  | V  | V  | V  | P  | N  | N  | N  | V  | P  | N  | V  | V  | V  | V  | V  | N  | N  | V  | N  | P  | P  |
| Posizione | 2 | 3 | 10 | 9 | 5 | 3 | 3 | 3 | 3 | 3  | 2  | 2  | 2  | 2  | 2  | 2  | 2  | 2  | 2  | 2  | 2  | 3  | 3  | 2  | 2  | 2  | 2  | 2  | 2  | 2  | 2  | 2  | 2  | 2  |

Legenda:

Luogo: C = Casa; T = Trasferta. Risultato: V = Vittoria; N = Pareggio; P = Sconfitta.

### Statistiche dei giocatori
| Giocatore        | Bundesliga | Bundesliga | Bundesliga  | Bundesliga | Coppa di Germania | Coppa di Germania | Coppa di Germania | Coppa di Germania | Coppa di Lega | Coppa di Lega | Coppa di Lega | Coppa di Lega | Coppa UEFA | Coppa UEFA | Coppa UEFA  | Coppa UEFA | Totale   | Totale | Totale      | Totale     |
| Giocatore        | Presenze   | Reti       | Ammonizioni | Espulsioni | Presenze          | Reti              | Ammonizioni       | Espulsioni        | Presenze      | Reti          | Ammonizioni   | Espulsioni    | Presenze   | Reti       | Ammonizioni | Espulsioni | Presenze | Reti   | Ammonizioni | Espulsioni |
| ---------------- | ---------- | ---------- | ----------- | ---------- | ----------------- | ----------------- | ----------------- | ----------------- | ------------- | ------------- | ------------- | ------------- | ---------- | ---------- | ----------- | ---------- | -------- | ------ | ----------- | ---------- |
| S. Beinlich      | 23         | 6          | 5           | 0          | 2                 | 1                 | 1                 | 0                 | 2             | 1             | 0             | 0             | 4          | 1          | 1           | 0          | 31       | 9      | 7           | 0          |
| E. Emerson       | 28         | 5          | 5           | 0          | 1                 | 0                 | 0                 | 0                 | 1             | 0             | 0             | 0             | 3          | 0          | 1           | 0          | 33       | 5      | 6           | 0          |
| M. Happe         | 24         | 0          | 6           | 0          | 2                 | 0                 | 0                 | 0                 | 0             | 0             | 0             | 0             | 3          | 0          | 0           | 0          | 29       | 0      | 6           | 0          |
| D. Heinen        | 0          | 0          | 0           | 0          | 0                 | 0                 | 0                 | 0                 | 0             | 0             | 0             | 0             | 0          | 0          | 0           | 0          | 0        | 0      | 0           | 0          |
| J. Heintze       | 26         | 1          | 2           | 0          | 2                 | 0                 | 0                 | 0                 | 2             | 0             | 0             | 0             | 4          | 0          | 2           | 0          | 34       | 1      | 4           | 0          |
| F. Hejduk        | 10         | 1          | 3           | 0          | 0                 | 0                 | 0                 | 0                 | 0             | 0             | 0             | 0             | 0          | 0          | 0           | 0          | 10       | 1      | 3           | 0          |
| U. Kirsten       | 31         | 19         | 4           | 0          | 2                 | 2                 | 1                 | 0                 | 2             | 1             | 1             | 0             | 3          | 2          | 1           | 0          | 38       | 24     | 7           | 0          |
| N. Kovač         | 27         | 4          | 5           | 1          | 1                 | 0                 | 1                 | 0                 | 2             | 0             | 0             | 0             | 4          | 0          | 0           | 0          | 34       | 4      | 6           | 1          |
| R. Kovač         | 31         | 0          | 5           | 1          | 2                 | 0                 | 0                 | 0                 | 2             | 0             | 0             | 0             | 4          | 0          | 1           | 0          | 39       | 0      | 6           | 1          |
| A. Ledwoń        | 3          | 0          | 2           | 0          | 0                 | 0                 | 0                 | 0                 | 1             | 0             | 0             | 0             | 0          | 0          | 0           | 0          | 4        | 0      | 2           | 0          |
| H. Lehnhoff      | 16         | 0          | 1           | 0          | 2                 | 1                 | 0                 | 0                 | 0             | 0             | 0             | 0             | 0          | 0          | 0           | 0          | 18       | 1      | 1           | 0          |
| D. Lottner       | 3          | 0          | 0           | 0          | 1                 | 0                 | 0                 | 0                 | 2             | 0             | 1             | 0             | 0          | 0          | 0           | 0          | 6        | 0      | 1           | 0          |
| Z. Mamić         | 8          | 0          | 0           | 0          | 1                 | 0                 | 0                 | 0                 | 2             | 0             | 0             | 0             | 1          | 0          | 0           | 0          | 12       | 0      | 0           | 0          |
| A. Matysek       | 34         | 0          | 2           | 0          | 2                 | 0                 | 0                 | 0                 | 0             | 0             | 0             | 0             | 4          | 0          | 0           | 0          | 40       | 0      | 2           | 0          |
| E. Meijer        | 26         | 4          | 3           | 1          | 2                 | 1                 | 1                 | 0                 | 2             | 0             | 0             | 0             | 4          | 0          | 1           | 0          | 34       | 5      | 5           | 1          |
| A. Mokoena       | 0          | 0          | 0           | 0          | 0                 | 0                 | 0                 | 0                 | 0             | 0             | 0             | 0             | 0          | 0          | 0           | 0          | 0        | 0      | 0           | 0          |
| J. Nowotny       | 33         | 1          | 3           | 1          | 2                 | 0                 | 0                 | 0                 | 0             | 0             | 0             | 0             | 4          | 0          | 1           | 0          | 39       | 1      | 4           | 1          |
| M. Pashazadeh    | 0          | 0          | 0           | 0          | 1                 | 0                 | 0                 | 0                 | 0             | 0             | 0             | 0             | 1          | 0          | 0           | 0          | 2        | 0      | 0           | 0          |
| C. Ramelow       | 27         | 4          | 5           | 1          | 1                 | 0                 | 1                 | 0                 | 0             | 0             | 0             | 0             | 4          | 0          | 1           | 0          | 32       | 4      | 7           | 1          |
| J. Reeb          | 24         | 1          | 1           | 0          | 1                 | 0                 | 0                 | 0                 | 2             | 0             | 0             | 0             | 2          | 0          | 1           | 0          | 29       | 1      | 2           | 0          |
| T. Reichenberger | 20         | 3          | 0           | 0          | 0                 | 0                 | 0                 | 0                 | 0             | 0             | 0             | 0             | 2          | 1          | 0           | 0          | 22       | 4      | 0           | 0          |
| P. Rink          | 18         | 5          | 3           | 0          | 2                 | 1                 | 0                 | 0                 | 2             | 1             | 0             | 0             | 3          | 0          | 0           | 0          | 25       | 7      | 3           | 0          |
| Z. Roberto       | 32         | 4          | 3           | 0          | 1                 | 0                 | 0                 | 0                 | 1             | 0             | 0             | 0             | 4          | 0          | 0           | 0          | 38       | 4      | 3           | 0          |
| R. Vollborn      | 1          | 0          | 0           | 0          | 0                 | 0                 | 0                 | 0                 | 2             | 0             | 0             | 0             | 0          | 0          | 0           | 0          | 3        | 0      | 0           | 0          |
| A. Voss          | 0          | 0          | 0           | 0          | 0                 | 0                 | 0                 | 0                 | 1             | 0             | 0             | 0             | 0          | 0          | 0           | 0          | 1        | 0      | 0           | 0          |
| B. Živković      | 22         | 2          | 5           | 0          | 0                 | 0                 | 0                 | 0                 | 2             | 0             | 1             | 0             | 2          | 0          | 1           | 0          | 26       | 2      | 7           | 0          |